# Kosmos 419
Kosmos 419 ist der Deckname einer gescheiterten sowjetischen Marssonde, die am 10. Mai 1971 gestartet wurde. Die Sonde gelangte in einen 134 × 187 km hohen, um 51,4° gegen den Äquator geneigten Erdorbit, verblieb dann aber dort, da die zweite Zündung der Blok-D-Oberstufe ausblieb. Grund war ein falsch eingestellter Zündtimer der die zweite Zündung 1,5 Jahre nach dem Start ansetzte, statt 1,5 Stunden nach dem Start, wie es für den Einschuss in die Mars-Transferbahn nötig war. Am 12. Mai 1971 verglühte die Sonde in der Erdatmosphäre. Die Sonde erhielt eine Nummer aus dem Kosmos-Satellitenprogramm, um den Misserfolg zu verschleiern.
Die Sonde des Mars-Programms sollte der erste Marsorbiter werden und die Daten für das Absetzen der Lander der nachfolgenden Sonden Mars 2 und Mars 3 liefern. Beide Sonden gelangten zwar auf unplanmäßige Marsorbits aber der Lander von Mars 2 zerschellte auf der Marsoberfläche und der Lander von Mars 3 stellte wenige Sekunden nach der Landung den Funkverkehr mit der Erde ein.